# Торпедний крейсер
Торпедний крейсер — клас кораблів, головною зброєю яких були торпеди, і які отримали розвиток у 1880-х роках. Були значно більшими за тодішні міноносці (нім. Torpedoboot). Менші кораблі цього класу могли називатися торпедними канонерськими човнами (нім. Torpedokanonenboot). Незабаром почали будувати кораблі із збільшеною водотоннажність до 1500 т, гарматами калібру до 120-мм, кулеметами, торпедними апаратами, легким панцирним захистом, що дало підставу зарахувати їх до крейсерів 3 класу. У німецькій Кайзерліхмаріне, австро-угорській Крігсмаріне торпедні крейсери призначались для використання у відкритому морі разом з кораблями відкритого моря (нім. Hochseeflotte) для їхнього супроводу, захисту від атак ворожих міноносців, виконання розвідувальних завдань.

## Історія
Торпедні крейсери використовувались у ВМС Британії (Torpedo gunboat, Torpedo cruiser), Австро-Угорщині (Torpedoschiff), Італії (incrociatore torpediniere), Японії, Росії (Минный крейсер), Швеції (Torpedkryssare). У флотах Франції і Німеччини торпедні крейсери переважно класифікували як авізо.
Чи не найбільшу кількість торпедних крейсерів збудували у двох флотах. У Royal Navy збудували декілька серій торпедних крейсерів: 1885 класу Scout (1.600 т, 17,6 вузлів), класу Archer (1.770 т, 17,5 — 18 вузлів, 8 кораблів), HMS Rattlesnake (1886), 1888 класу Sharpshooter (735 т, 13 кораблів), 1892 класу Alarm (810 т, 11 кораблів), 1893 класу Dryad (1.070 т, 5 кораблів). У Цісарсько-Королівському Крігсмаріне впродовж 1881–1884 років збудували два крейсери класу Panther (1.552 т), 1887 SMS Tiger (1.657 т), 1888 SMS Kaiser Franz Joseph I. (3.967 т), SMS Kaiserin Elisabeth (4.063 т), 1893 SMS Kaiserin und Königin Maria Theresia (5.164 т). Для останніх трьох крейсерів використовували також позначення Torpedo-Rammkreuzer A, B, C. У Росії впродовж 1889—1896 років збудували два крейсери класу «Лейтенант Ильин», шість класу «Казарский».
У ході громадянської війни у Чилі 22 квітня 1891 крейсер «Almirante Lynch» (713 т) випустив 6 торпед по панцирному фрегату «Blanco Encalada» (3540 т), який після єдиного попадання затонув через 10 хвилин з екіпажем. Це стало першим в історії затопленням великого корабля торпедою, що мало великий вплив на розвиток флотів, як з сторони розвитку торпедних човнів, так і засобів боротьби з ними.
У Королівському ВМФ Великої Британії 1892 запровадили швидкісні спеціалізовані «винищувачі міноносців» (англ. „torpedo-boat destroyer“), які виявились більш ефективними і швидко поширились у всіх флотах, зрештою витіснивши торпедні крейсери, чиє будівництво після 1900 припинили. Їхня незадовільна швидкість не дозволяла як успішно боротись з міноносцями, так і самим ефективно виконувати торпедні атаки.

## Галерея

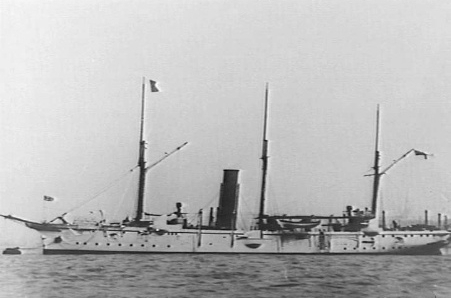
HMS Archer. 1888
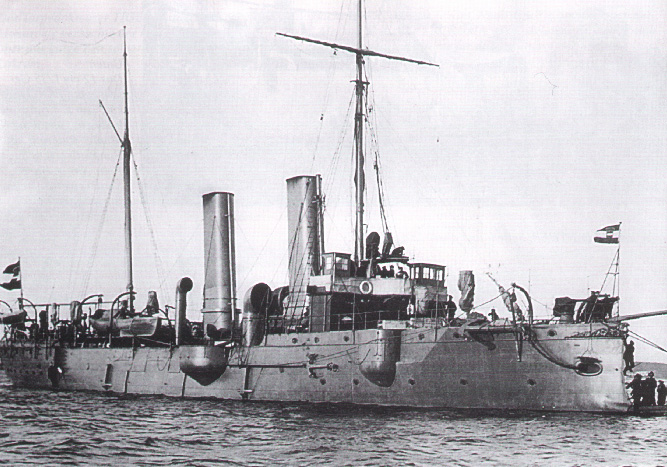
K.u.k. SMS Panther.1906
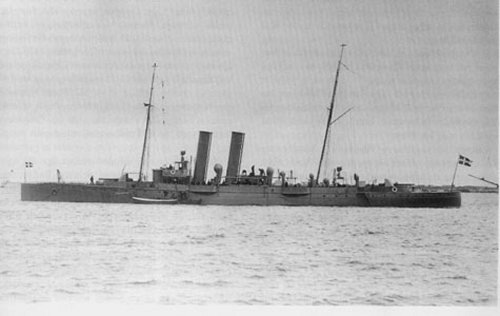
HMS Örnen
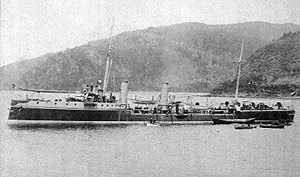
Patricio Lynch. 1890
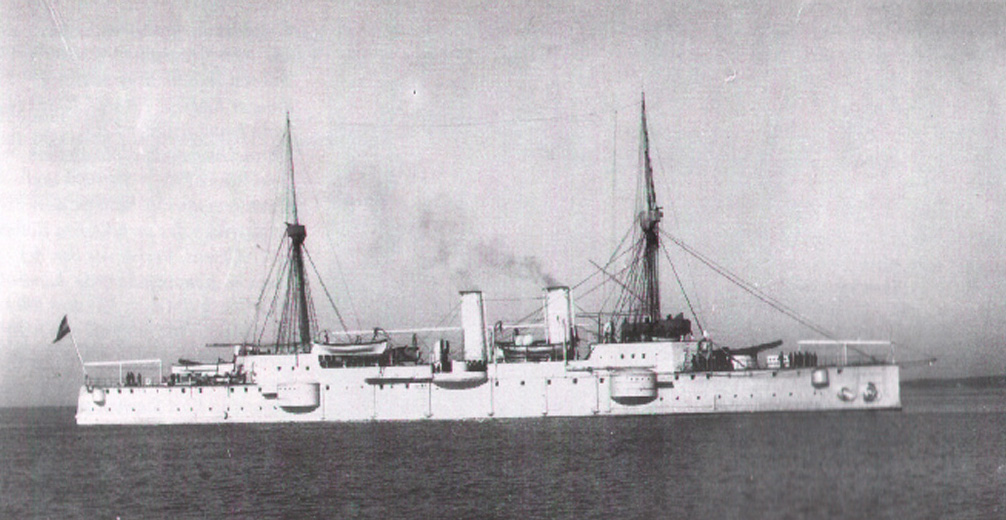
SMS Kaiserin Elisabeth. 1906
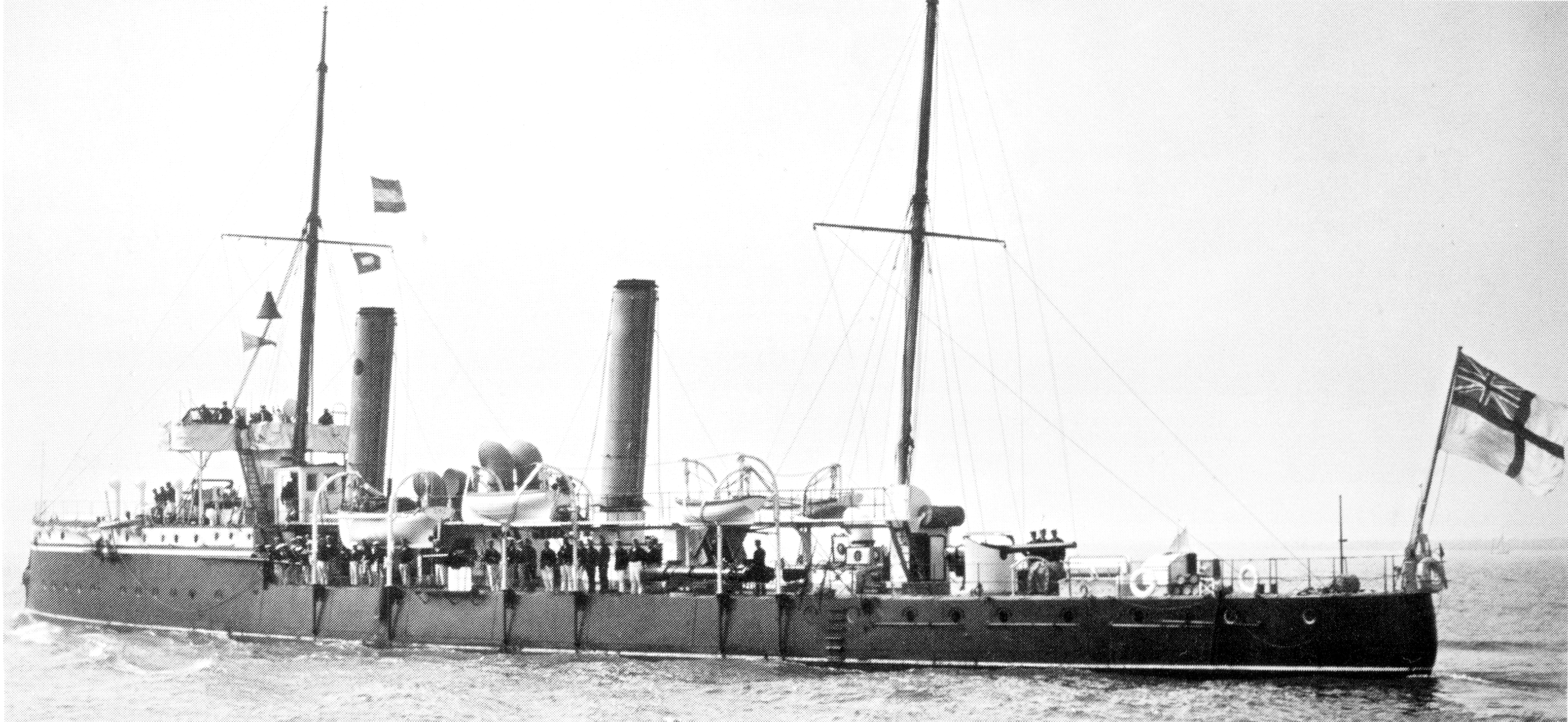
HMS Spanker
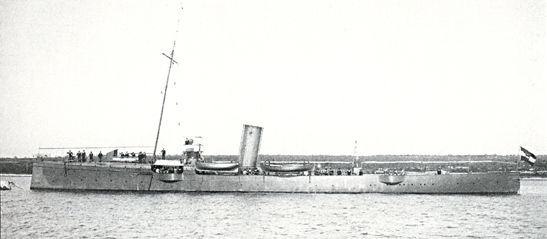
SMS Satellit. 1894
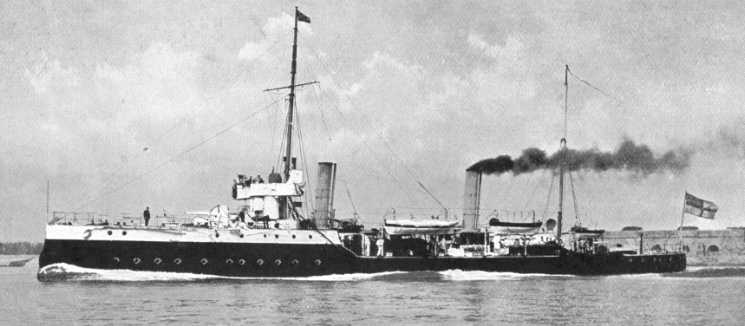
HMS Spanker. 1889
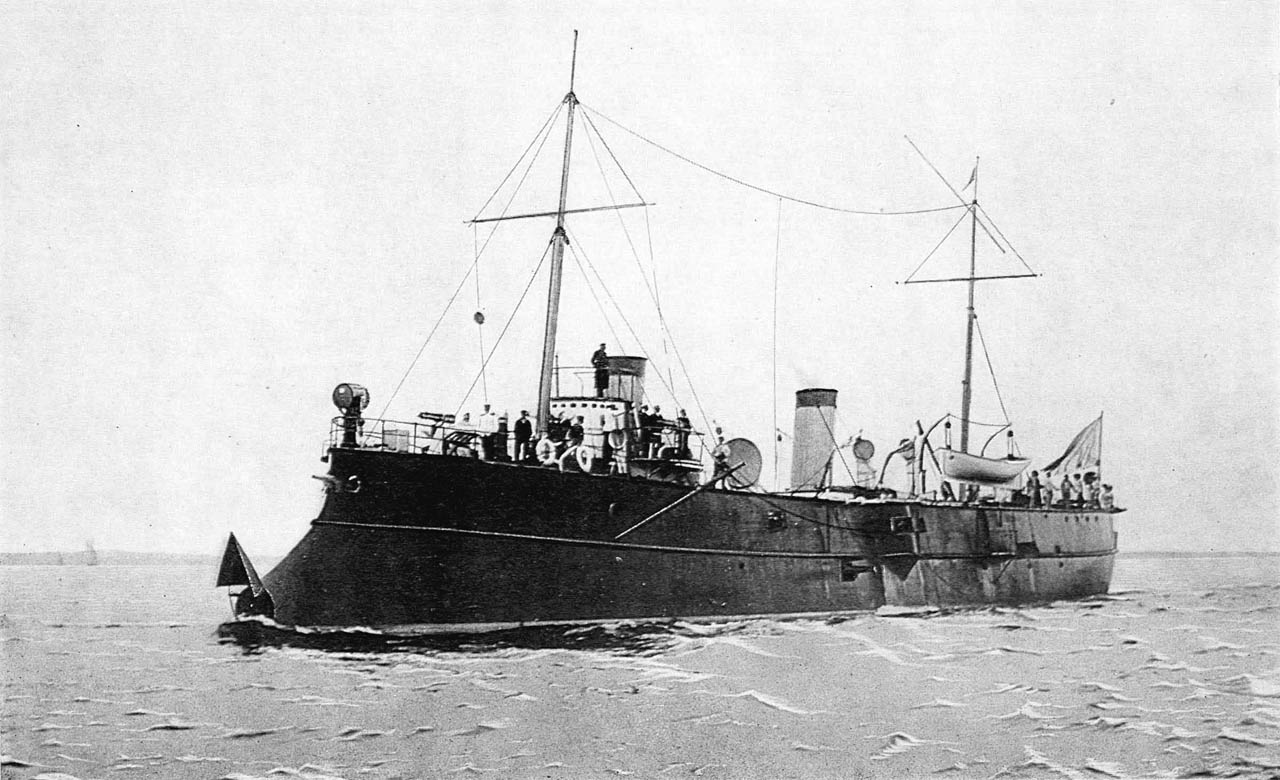
Лейтенант Ильин